# Cheche (De Hoop)
Cheche (De Hoop) – osada (buurt) w dzielnicy Labadera, miasta Willemstad, w dystrykcie Willemstad, w kraju autonomicznym Curaçao, należącym do Holandii, w Ameryce Południowej. 20 października 2023 r. liczyła 74 mieszkańców. 